# Копыченка
Копыченка (каз. Копычен) — село в Фёдоровском районе Костанайской области Казахстана. Входит в состав Фёдоровского сельского округа. Код КАТО — 396843600.

## География
Находится примерно в 9 км к северу от районного центра, села Фёдоровка. К северу от села расположено озеро Жаксыжарколь.

## Население
В 1999 году население села составляло 437 человек (205 мужчин и 232 женщины). По данным переписи 2009 года в селе проживало 260 человек (134 мужчины и 126 женщин). По данным переписи 2021 года, в селе проживало 252 человека (133 мужчины и 119 женщин).